# Comuna Pădina, Mehedinți
Pădina este o comună în județul Mehedinți, Oltenia, România, formată din satele Biban, Iablanița, Olteanca, Pădina Mare (reședința), Pădina Mică și Slașoma.

## Demografie
Componența etnică a comunei Pădina
     Români (86,49%)
     Alte etnii (0%)
     Necunoscută (13,51%)
Componența confesională a comunei Pădina
     Ortodocși (86,3%)
     Alte religii (0,19%)
     Necunoscută (13,51%)
Conform recensământului efectuat în 2021, populația comunei Pădina se ridică la 1.073 de locuitori, în scădere față de recensământul anterior din 2011, când fuseseră înregistrați 1.469 de locuitori. Majoritatea locuitorilor sunt români (86,49%), iar pentru 13,51% nu se cunoaște apartenența etnică. Din punct de vedere confesional, majoritatea locuitorilor sunt ortodocși (86,3%), iar pentru 13,51% nu se cunoaște apartenența confesională.

## Politică și administrație
Comuna Pădina este administrată de un primar și un consiliu local compus din 9 consilieri. Primarul, Dumitru Boceanu[*], de la Partidul Social Democrat, este în funcție din 1 noiembrie 2024. Începând cu alegerile locale din 2024, consiliul local are următoarea componență pe partide politice:
|  | Partid                          | Consilieri | Componența Consiliului | Componența Consiliului | Componența Consiliului | Componența Consiliului |
|  | ------------------------------- | ---------- | ---------------------- | ---------------------- | ---------------------- | ---------------------- |
|  | Partidul Național Liberal       | 4          |                        |                        |                        |                        |
|  | Partidul Social Democrat        | 3          |                        |                        |                        |                        |
|  | Alianța pentru Unirea Românilor | 2          |                        |                        |                        |                        |